# Лил
 Тази статия е за града във Франция.  За окръга вижте Лил (окръг).  
Лил (на френски: Lille; на нидерландски: Rijsel, Рейсел) е град в Северна Франция, главен административен център на регион О дьо Франс, департамент Нор и окръг Лил.
Има ж.п. възел, както и аерогара. Съществува и речно пристанище на река Дьоюл. Разположен е в близост до границата с Белгия. Населението на града е около 226 000 души (2007), а на градската агломерация, разположена на френска и белгийска територия и включваща още градовете Рубе, Туркоан и Кортрейк – 1 143 125 души (1999).

## История

### Произход на града
Археологически разкопки (най-вече в съвременните квартали Петис, Вазем и Вио Лил) показват, че районът в който се намира град Лил е обитаван още през 2000 г. пр.н.е. Първоначално населението му се състои предимно от гали от племената менапийци, морини, атребати и нервии. 

### Средновековие
Впоследствие по тези места се заселват представители на някои германски народи, сред които: сакси, фризийции и франки. Легендата за „Лидерик и Финаерт“ поставя основата на град Лил на 640 г. Въз основа на топонимични изследвания е заключено, че през 8 век в областта на Лил се говори старинният нискофранкски език. Холандското име на Лил е Rijsel, което идва от ter ijsel (на острова) от средно холандски ijssel („малък остров, остров“), калък на старофренския l'Isle („островът“), произлязъл от латински Īnsula, от īnsula („остров“).
От 830 г. до около 910 г. викингите нахлуват във Фландрия. След разрушенията, причинени от норманско и маджарско нашествие, източната част на региона е управлявана от различни местни князе. Каролингският херцог Еврард е живял в града през 9 век и е участвал в много актуални политически и военни дела.
През 1054 г. при Лил се състои важна битка. Първото споменаване на града датира от 1066 г.: apud Insulam (на латински за „на острова“). По онова време той се контролира от окръг Фландрия, както и регионалните градове - римските Булон, Арас, Камбре, както и каролингските Валенсиен, Сен Омер, Гент и Брюж). По този начин графство Фландрия се простира до левия бряг на Шелд, един от най-богатите и проспериращи региони на Европа.
От XII век славата на панаира за платове в Лил започва да расте. През 1144 г. е създадена енорията Сен-Совеур, на която изглежда е наречен съвременният квартал на Лил Сен-Совюр.
Графовете на Фландрия, Булон и Ено се сближават с Англия и Източна Франция и се опитват да си възвърнат територията, завзета от Филип II от Франция след смъртта на Хенри II Английски, война, която завършва с победата на Франция в Бувине през 1214 г. Инфант Фердинанд, Графът на Фландрия е затворен и графството изпада в спор: жена му Жана, графиня на Фландрия и Константинопол, управлява града. Твърди се, че тя е била много обичана от жителите на Лил, които по това време наброяват към 10 000 души.
През 1225 г. уличният артист и жонгльор Бертран Кордел, явно окуражен от местните владетели, се опитва да се представи за латинския император Балдуин I (баща на графинята на Фландрия Жана), "изчезнал" в Битката при Адрианопол (в действителност той е взет в плен от българския цар Калоян, който го побеждава в битката и е затворен в Балуиновата кула). В резултат на интригите на Кордел графствата Фландрия и Ено се настрояват враждебно към Жана. Братовчед й Луи VIII, наричан от нея „Лъвът“, разкрива манипулатора, а графиня Жана скоропостижно го обесва. През 1226 г. кралят се съгласява да освободи инфант Фердинанд, граф на Фландрия. Граф Феран умира през 1233 г., а дъщеря му Мари - скоро след това.
През 1235 г. Жана предоставя градска харта, с която градските управители ще се избират, всеки от по четирима комисари, избрани от владетеля. На 6 февруари 1236 г. тя основава Болницата на графинята (Хоспис Комтес), която остава една от най-красивите сгради в Стария Лил. В нейна чест болницата на Регионалния медицински университет в Лил е наречена „Болница Жана от Фландрия“ през 20. век.
През 1244 г., в абатството на Маркет, графинята умира без наследници. По този начин управлението на Фландрия и Ено се пада на сестра ѝ Маргарет II, графиня на Фландрия, след това на Гай от Дампиер, син на Маргарет.
Лил попада под властта на Франция от 1304 до 1369 г. след Френско-фламандската война (1297-1305). След това окръг Фландрия става владение на Херцогство Бургундия, поради брака през 1369 г. на Маргарет III, графиня Фландрия, и Филип Смелият, херцог на Бургундия. С това Лил става една от трите столици на херцогството, заедно с Брюксел и Дижон. Особено влиятелният Филип Добри, херцог на Бургундия, прави Лил административна и финансова столица. Към 1445 г. градът наброява около 25 000 жители. На 17 февруари 1454 г., 1 година след превземането на Константинопол от турците, Филип Добри организира пищен банкет в своя дворец в Лил (впоследствие - традиционният „Празник на фазана“). Там херцогът и неговият съд полагат клетва към християнството. През 1477 г., при смъртта на последния бургундски херцог, Карл Смелият, Мария от Бургундия се омъжва за Максимилиан Австрийски, който по този начин става граф на Фландрия.

### 16.-18. век
През 16-и и 17 век град Лил е сред огнищата на разразилите се тогава чумни епидемии, но същевременно бележи значим икономически прогрес - бум на регионалната текстилна индустрия, в резултат на което се замогва (първият принтер, който създава магазин в Лил, е Антоан Так през 1594 г.). той е вторият град в света (след Париж), в който има (от 1667 г.) улично осветление. През 17 век са създадени ред нови институции: Ирландски колеж през 1610 г., Йезуитски колеж през 1611 г., Августински колеж през 1622 г., както и различни благотворителни заведения: старчески дом - през 1624 г., бедняшки дом - през 1661 г. и предприятие за даване на милостиня - през 1626 г.
През 1519 г. Лил попада под властта на императора на Свещената Римска империя Карл V, а Ниските земи - през 1555 г., под тази на най-големия му син Филип II Испански. Градът остава под властта на Испанските Хабсбурги до 1668 г.
Калвинизмът за пръв път се появява в района на Лил през 1542 г., опитите да се потъпче това протестантско движение там продължават до 1555 г. През 1566 г. провинцията около Лил е арена на религиозни стълкновения. Войната довежда или изостря периоди на глад и чума (последната през 1667–69 г.)
През 1578 г. група протестантски бунтовници, наречена Хурлус, щурмува замъка на графовете Мускрон. 4 месеца по-късно бунтовниците са неутрализирани от католическия полк Валон, но по-късно (между 1581 и 1582 г.) на няколко пъти неуспешно се опитват да превземат град Лил. Важна роля в отблъскването им има легендарната Жана Майлот. В същото време (1581 г.), подпомогнати от английската кралица Елизабет I от Англия, протестантите в Нидерландия се преборват за независимостта на страната си и формират Обединените провинции.
Неуспешни френски атаки срещу града се провеждат през 1641 и 1645 г., но през 1667 г. Луи XIV (Кралят Слънце) го превзема и присъединява към кралството си, през 1668 г. съгласно Договора от Екс-ла-Шапел, предизвиквайки недоволство сред гражданите на проспериращия град. Редица важни обществени работи, предприети между 1667 и 1670 г., като Цитаделата (издигната от Вобан) или създаването на кварталите Сен Андре и Ла Мадлен, дават възможност на краля постепенно да придобие доверието на новите си поданици в Лил, при все че мнозина си запазват фламандското самосъзнание, каквото местните изобщо имат въпреки езиковата си принадлежност романска Пикардия. 
През целия 18. век населението на Лил е съставено основно от католици. От 1708 до 1713 г., градът е окупиран от холандците, по време на Войната за испанската наследство.  
По време на Френската революция в града се стига до бунтове и разрушаване на църкви, но иначе жителите му не вземат дейно участие в нея. През 1790 г. там се провеждат първите общински избори. През 1792 г. австрийски войски обсаждат Лил. „Колоната на богинята“, издигната през 1842 г. на „Grand-Place“ (официално наречен Place du Général-de-Gaulle - Площад Дьо Гол), е почит към съпротивата на града, водена от кмета му Франсоа Андре-Бонте. Въпреки че австрийската артилерия унищожава много къщи и основната църква на Лил, градът не се предава и австрийската армия напуска след 8 дни.

### 19.-20. век
През 1858 г. Лил анексира съседните градове Петс, Ваземес и Мулин. През 1896 г. Лил става първият град във Франция, ръководен от социалист - Густав Делори.
Населението на Лил е 158 000 през 1872 г., нараства до над 200 000 до 1891 г. Към 1912 г. населението на Лил е 217 000. 
Градът печели от индустриалната революция, особено чрез внедряване на употребата на въглища и на парната машина, забогатявайки от на минна и текстилна промишленост.
Окупацията на Лил от германците през Първата Световна война започва на 13 октомври 1914 г. след 10-дневна обсада и тежки обстрели, които унищожават 882 апартамента и офис-блока и 1500 къщи, предимно около ж.п. гарата и в центъра на града. В края на октомври градът се управлява от германските власти. Тъй като Лил тогава е само на 20 км от бойното поле, германските войски преминават редовно през града на път за и от фронта. В резултат на това той става място както за хоспитализация и лечение на ранени войници, така и за почивка и забавление на войниците - за целта са реквизирани множество сгради, домове и предприятия.

## Икономика
Лил е един от най-динамично развиващите се градове в Северна Франция. Отличното местоположение - между белгийската граница и близкия Париж - превръща града в център на регионален бизнес и иновации.
Водещите индустрии в Лил са: автомобилната, химическата, металургичната и хранително-вкусовата промишленост. В Лил има 6 центъра, които подпомагат икономическото развитие на града:
- Euralille - бизнес район, привличащ консултантски компании, адвокатски кантори и финансови институции.
- EuraSanté - агенция за развитие, фокусирана върху медицинската индустрия и здравеопазването.
- Euratechnologies - бизнес парк, подпомагащ развитието на иновативни компании и стартиращи фирми.
- Plaine Images - Европейски център за творчески индустрии, обединяващ еднолични търговци, компании, бизнес инкубатори, лаборатории и училища.
- EurAlimentaire - асоциация на производителите на местни и пресни продукти.
- EuraMaterials - клъстер от иновативни предприятия, работещи в обработката на материали.

## Спорт
Представителният футболен отбор на града носи името Лил ОСК. Той е сред най-популярните френски футболни тимове.

## Личности
- Родени в Лил
  - Георги Тамбуев (1933 – 2003), български журналист, публицист и общественик
  - Шарл дьо Гол (1890 – 1970), генерал, политик, основател и първи президент на Петата френска република
  - Шарл Ке (1873 – 1931), френски композитор и органист
  - Филип Ноаре (1930 – 2006), актьор
  - Жан Батист Перен (1870 – 1942), физик
  - Никола Юло (р. 1955), журналист, водещ на поредицата „Ушуая“
- Други личности, свързани с Лил
  - Мартин Обри (р. 1950), политик, кмет от 2001
  - Луи Пастьор (1822 – 1895), химик и биолог, работи в града през 1854 – 1856

## Побратимени градове
- Кьолн, Германия.
- Варна, България.

## Сътрудничество
- Стара Загора, България